# 伝統と革新
『産学連携スペシャル〜伝統と革新〜』（さんがくれんけいすぺしゃる　でんとうとかくしん）は、KBS京都で不定期に放送された教養番組。

## 概要
常に革新を続ける京都的視点から、日本の経済・ビジネス、メイド・イン・ジャパン復活の手がかりをさぐる。
番組では産学連携に注目し、革新的な試みを行う企業や研究期間を取材。元経済産業省官僚の江崎禎英がアンカーマンとして登場

## 放送リスト
| 回 | タイトル             | 題材                           | 取材先                           | 初回放送日    |
| -- | -------------------- | ------------------------------ | -------------------------------- | ------------- |
| 1  | 高齢化社会の死の谷   | ジャワしょうがと脳神経細胞ほか | 徳島文理大学・産業技術総合研究所 | 2022年6月18日 |
| 2  | 免疫力アップの死の谷 | ナノ型乳酸菌と免疫力ほか       | 中部大学・名古屋大学             | 2022年8月20日 |

## 出演及び取材協力者
- 第1回　江崎禎英、株式会社ホソダSHC、福山愛保（徳島文理大学　薬学部　名誉教授）、波平昌一（産総研　脳機能調節因子研究グループ）、木村一孝（アクセラレーター）
- 第2回　江崎禎英、松尾清一（東海国立大学機構　機構長）、有限会社バイオ研、菅辰彦、河原敏男（中部大学　生命健康科学部　教授）

## スタッフ
- ナレーション - 伊藤英敏
- 構成 - 榎淳一郎
- カメラ - 西村友弘、田嶋新悟、田中智博、春日哲、川元正人
- 音声 - 梅田智文、近藤麻央、大神航平、水野秀樹
- 技術協力 - 阿部達郎
- 音効 - 井上志穂
- CG - 佐々木峰弘（PDトウキョウ）
- 編集 - ヌーベルアージュ株式会社
- ディレクター - 石原勉
- 演出 - 西重雄
- プロデューサー - 鵜沢茂郎
- 制作 - 株式会社三面大黒